# 御祓町
御祓町（みそぎちょう）は、石川県七尾市の町名。郵便番号は926-0811。

## 地理
七尾市の市街地中心部に位置し、七尾駅が所在する。北で馬出町・生駒町・桧物町、東で大手町・神明町、南で本府中町、南西で藤橋町、西で南藤橋町、北西で北藤橋町と隣接する。青柏祭、七尾祇園祭、七尾港まつりが開催される七尾市の中心地である。

## 歴史
七尾城、小丸山城の城下町として栄えた。

## 世帯数と人口
2015年（平成27年）10月1日現在の世帯数と人口は以下の通りである。
| 町丁   | 世帯数 | 人口  |
| ------ | ------ | ----- |
| 御祓町 | 38世帯 | 120人 |

## 小・中学校の学区
市立小・中学校に通う場合、学区は以下の通りとなる。
| 番・番地等 | 小学校               | 中学校             |
| ---------- | -------------------- | ------------------ |
| 全域       | 七尾市立小丸山小学校 | 七尾市立七尾中学校 |

## 交通

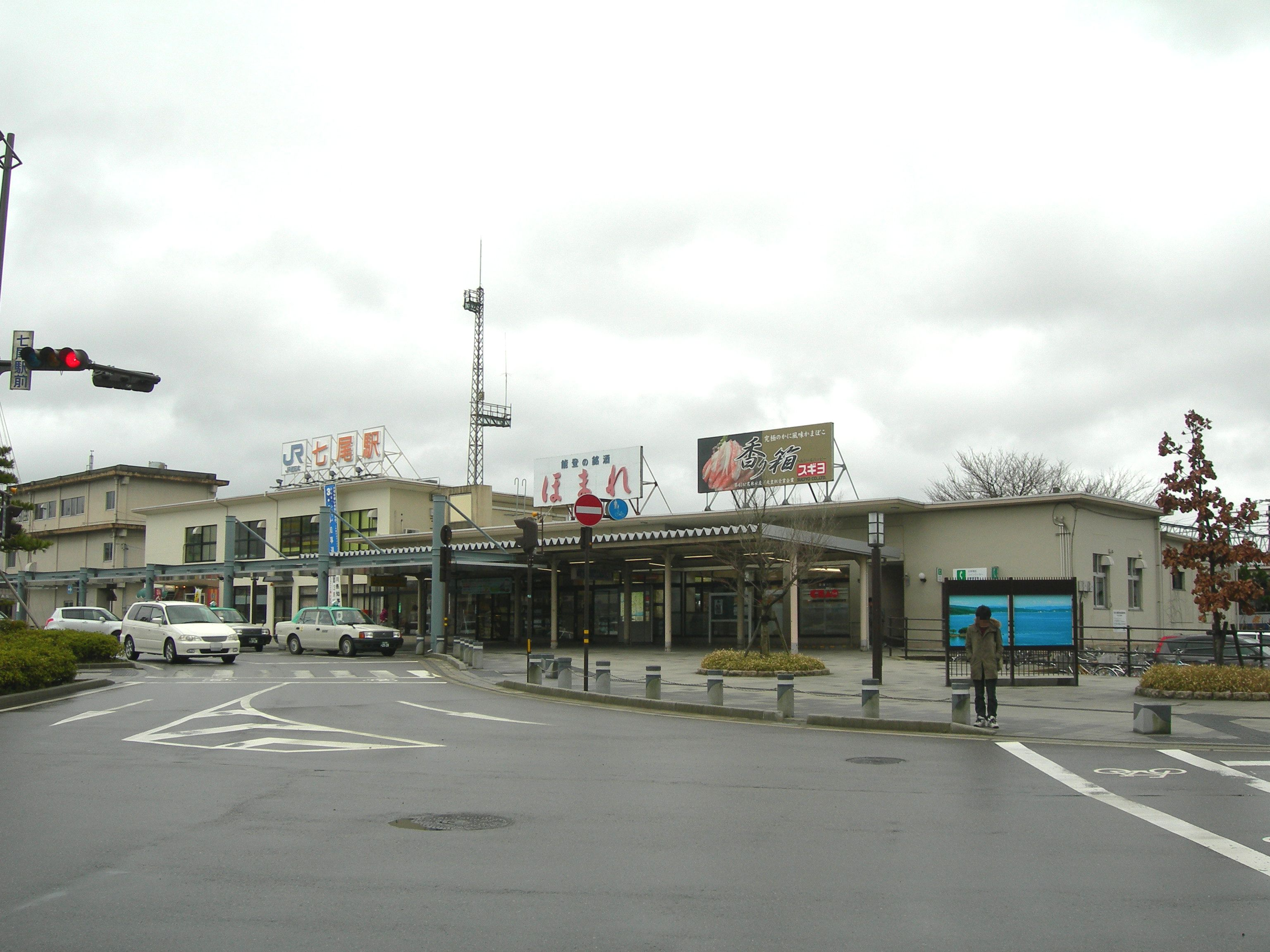
七尾駅

### 鉄道
- 西日本旅客鉄道（JR西日本）・のと鉄道七尾駅

### バス
- 北鉄能登バス
- 七尾市コミュニティバス

## 施設
- パトリア - 複合商業施設。
- JR西日本七尾運転区